# Velichov
Velichov (německy Welchau) je obec v okrese Karlovy Vary v Karlovarském kraji. Leží na řece Ohři jedenáct kilometrů severovýchodně od Karlových Varů. Žije zde 496 obyvatel.

## Historie
První písemná zmínka o Velichově sahá do roku 1142. Od této doby až do roku 1336 patřila vesnice Doksanskému klášteru. Tehdy ji klášter postoupil králi Janu Lucemburskému výměnou za jiné zboží a Velichov se stal manským statkem blízkého královského hradu Hauenštejn (Horní hrad). Manství zde trvalo až do druhé poloviny 16. století a zaniklo krátce před rokem 1578.
Roku 1528 je první zmínka o místní tvrzi. Od tohoto roku drželi panství Hauenštejn Šlikové a velichovskou tvrz pronajali poručníci dětí Štěpána Šlika chudšímu příbuznému Buriánovi Šlikovi. Další zpráva z roku 1565 uvádí jako držitele Velichova Lorenze Langera, který již manské povinnosti nevykonával. Roku 1578 prodali držitelé Hauensteina Bedřich a Jindřich Šlikové Velichov, již jako samostatný statek s tvrzí, své příbuzné Lukrécii Šlikové, rozené ze Salmu. Celkově drželi Šlikové Velichov do roku 1651, s přestávkou v letech 1588–1599, kdy patřil Tomáši Tyzlovi z Daltic. Na začátku třicetileté války, v roce 1621, byly tvrz i vesnice vypáleny drancujícím císařským vojskem.
V roce 1651 koupil Velichov se statkem a již opravenou tvrzí Oliver Wallis. Tento irský šlechtic vstoupil roku 1622 do vojenských služeb císaře Ferdinanda II. a většinu třicetileté války strávil na různých bojištích. Po válce se již do Irska nevrátil a zůstal v Čechách, kde roku 1667 zemřel v hodnosti generálmajora. On a jeho manželka Agnes Marie, rozená z Guttensteinu, byli tehdy pohřbeni v rodinné hrobce z roku 1668 v bývalém kostele. V letech 1711–1714 držel Velichov Jan Kryštof Kager ze Štampachu, poslední štampašský držitel Valče. Po několika dalších předchozích majitelích koupil velichovské panství roku 1747 Jan František Hessler, za něhož zde byl postaven zámek. Tento císařský rada a vlastník bohatých stříbrných a cínových dolů v Krušnohoří držel Velichov až do své smrti roku 1770. Po něm se vystřídala ještě celá řada dalších majitelů.

## Přírodní poměry
Vesnicí protéká Petrovský potok, který se zde vlévá zprava do Ohře.

## Obyvatelstvo
Při sčítání lidu v roce 1921 ve vsi žilo 655 obyvatel (z toho 315 mužů), z nichž bylo pět Čechoslováků, 647 Němců, dva Židé a jeden cizinec. Většina se hlásila k římskokatolické církvi, ale žilo žili zde také dva evangelíci, dvanáct židů a jeden příslušník nezjišťovaných církví. Podle sčítání lidu z roku 1930 měla vesnice 751 obyvatel: jedenáct Čechoslováků, 722 Němců a osmnáct cizinců. Kromě jednoho evangelíka, tří židů a tří lidí bez vyznání byli římskými katolíky.
| Rok            | 1869 | 1880 | 1890 | 1900 | 1910 | 1921 | 1930 | 1950 | 1961 | 1970 | 1980 | 1991 | 2001 | 2011 | 2021 |
| -------------- | ---- | ---- | ---- | ---- | ---- | ---- | ---- | ---- | ---- | ---- | ---- | ---- | ---- | ---- | ---- |
| Počet obyvatel | 490  | 522  | 534  | 558  | 651  | 655  | 751  | 398  | 457  | 509  | 524  | 487  | 492  | 469  | 477  |
| Počet domů     | 80   | 81   | 84   | 88   | 100  | 103  | 111  | 118  | 82   | 88   | 87   | 95   | 104  | 119  | 122  |

## Obecní správa

### Obecní symboly
Znak a vlajka byly obci uděleny rozhodnutím předsedy Poslanecké sněmovny Parlamentu České republiky dne 22. října 2008.

## Pamětihodnosti
- Na Liščím vrchu západně od vesnice se dochovaly pozůstatky hradiště zvaného také Thebisberg z doby bronzové a raného středověku.[9]
- Na jižním okraji vesnice se nachází předpokládané zbytky nejstarší velichovské tvrze.
- Nedaleko soutoku Petrovského potoka s Ohří stojí velichovský zámek. Jeho předchůdcem byla gotická vodní tvrz z počátku šestnáctého století, ale dochovaná podoba vychází z pseudoklasicistní přestavby a mladších úprav.[10]
- Novogotický kostel Nanebevzetí Panny Marie byl postaven v letech 1895–1896.[11]
- Renesanční náhrobník šlechtice Traugotta z Mangoldu z roku 1572, umístěný na hřbitovní zdi.[12]
- Špýchar u domu čp. 72
- Socha svatého Jana Nepomuckého

## Osobnosti
- Josef Vilém z Löschneru (1809–1888), profesor lékařské fakulty UK v Praze
- Bedřich Diviš Weber (1766–1842), první ředitel Pražské konzervatoře
- Karl Placidus Hammer (1815–1898), český pedagog a římskokatolický kněz

## Fotogalerie

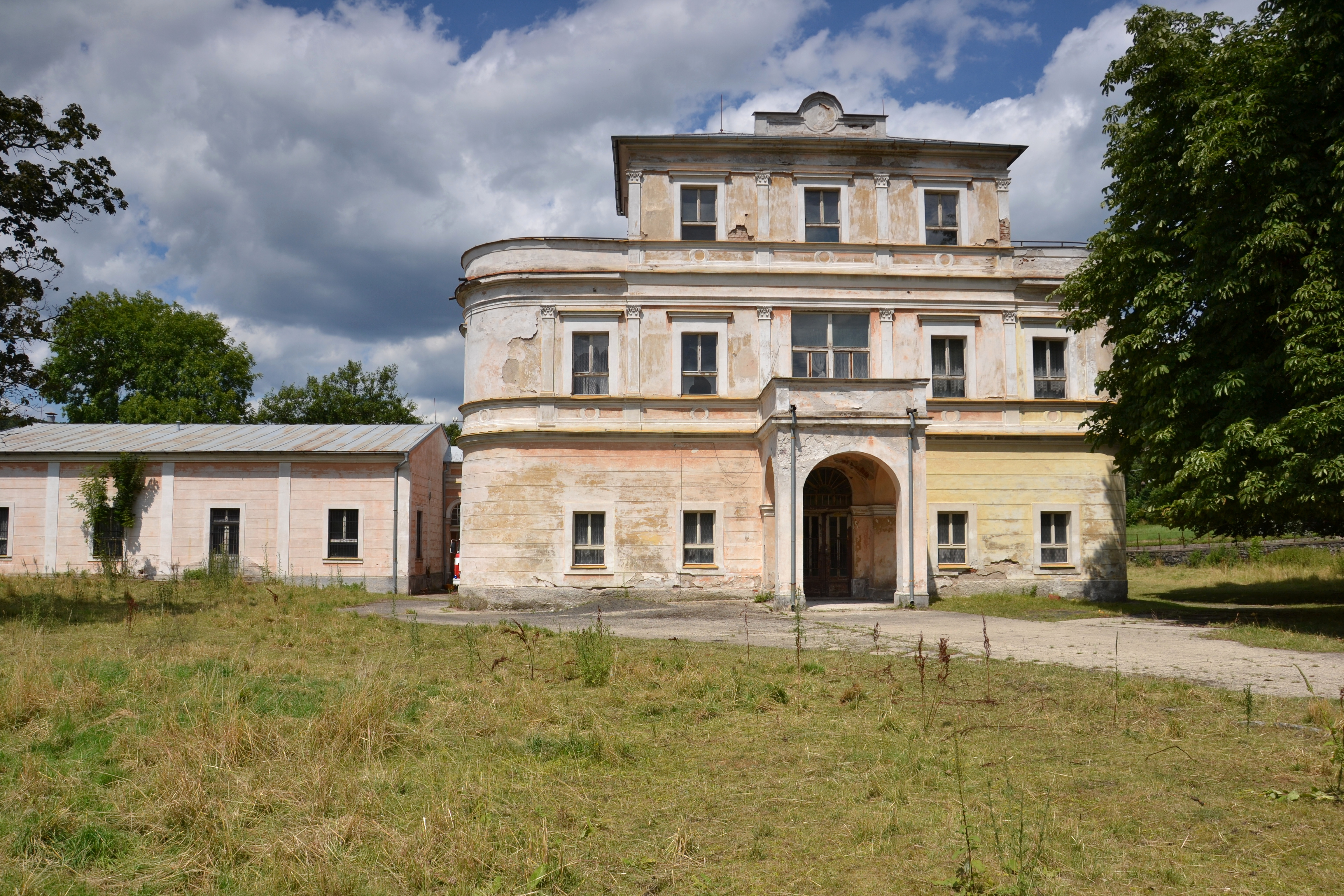
Zámek
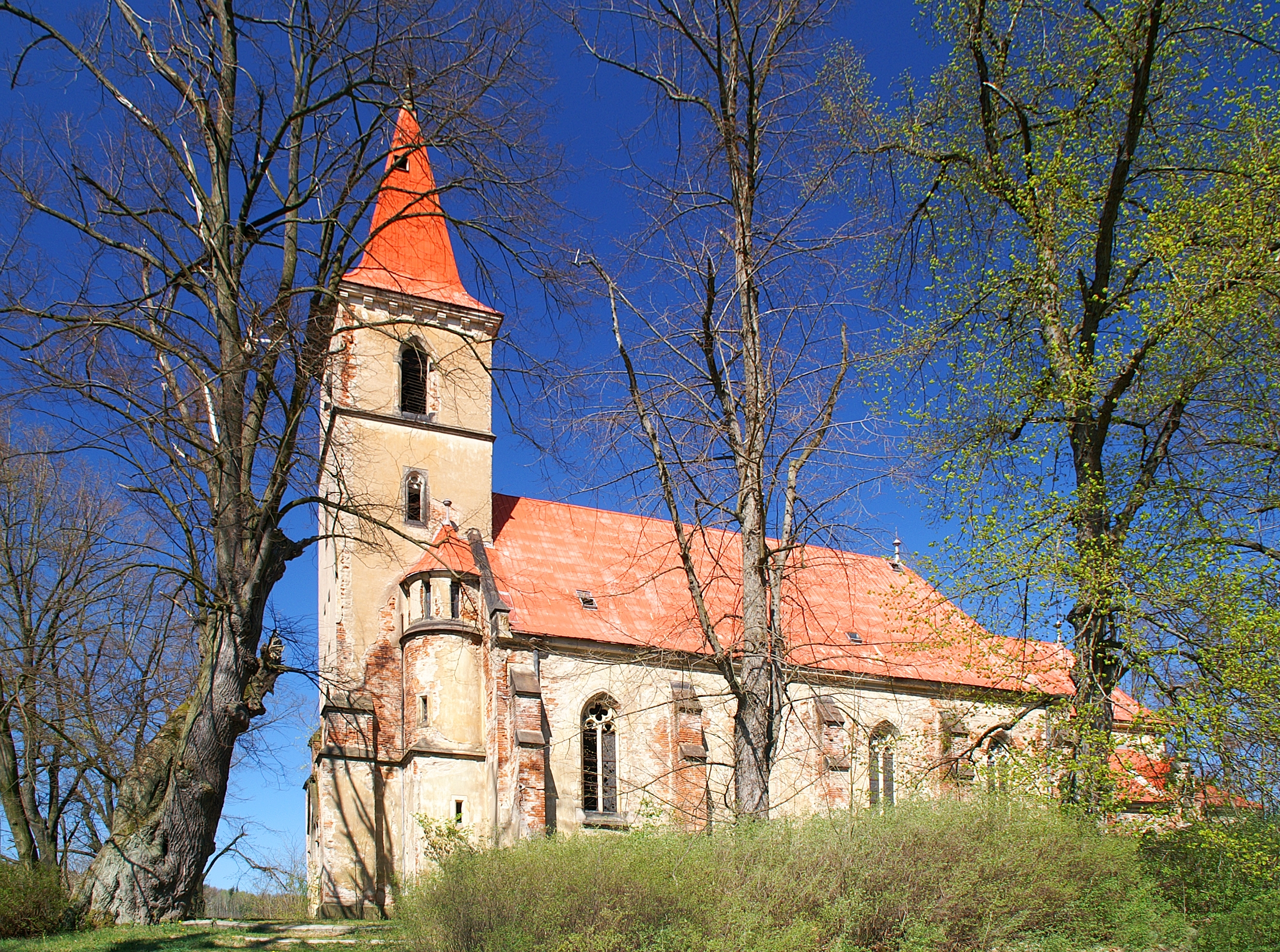
Kostel Nanebevzetí Panny Marie
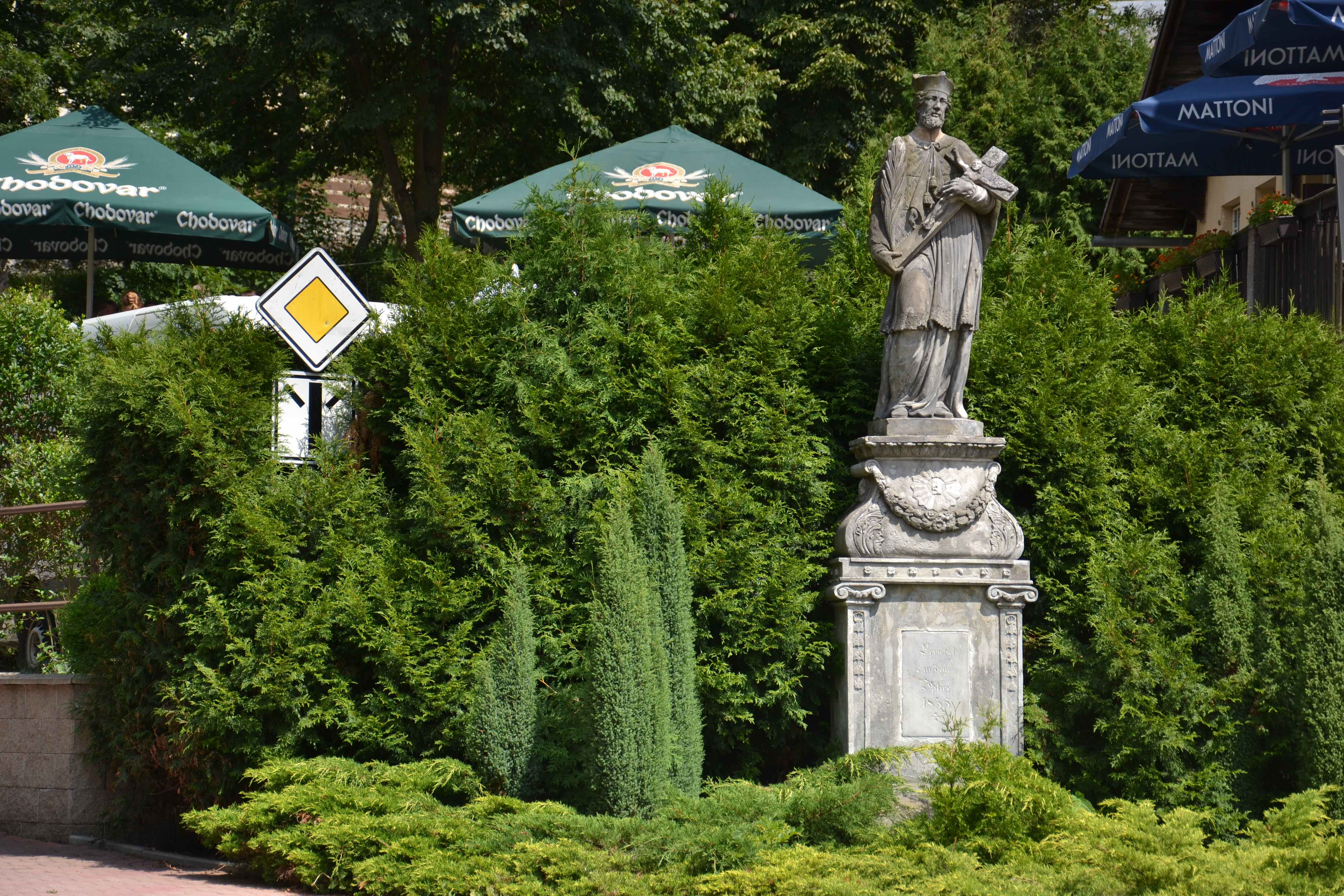
Socha svatého Jana Nepomuckého
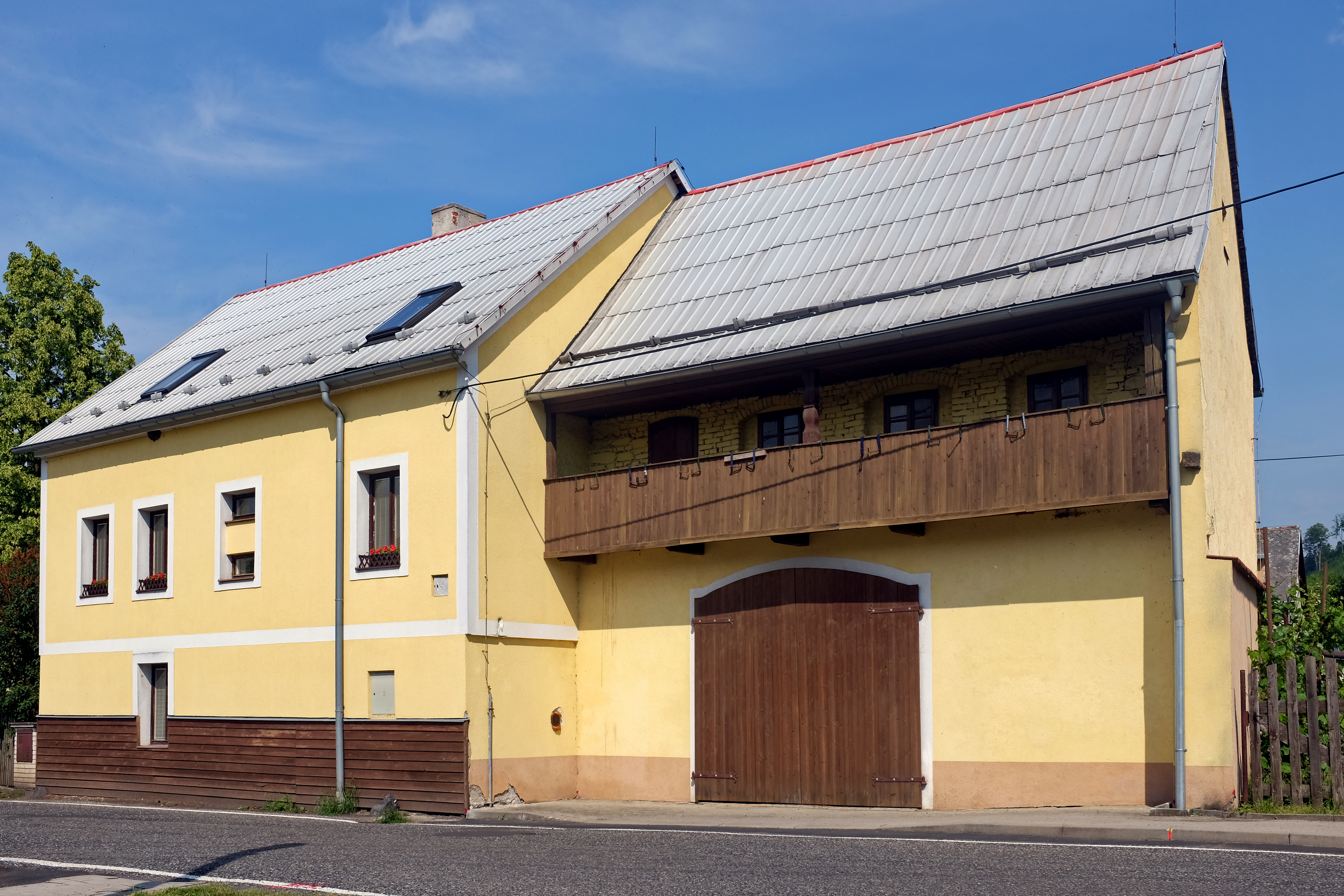
Špýchar
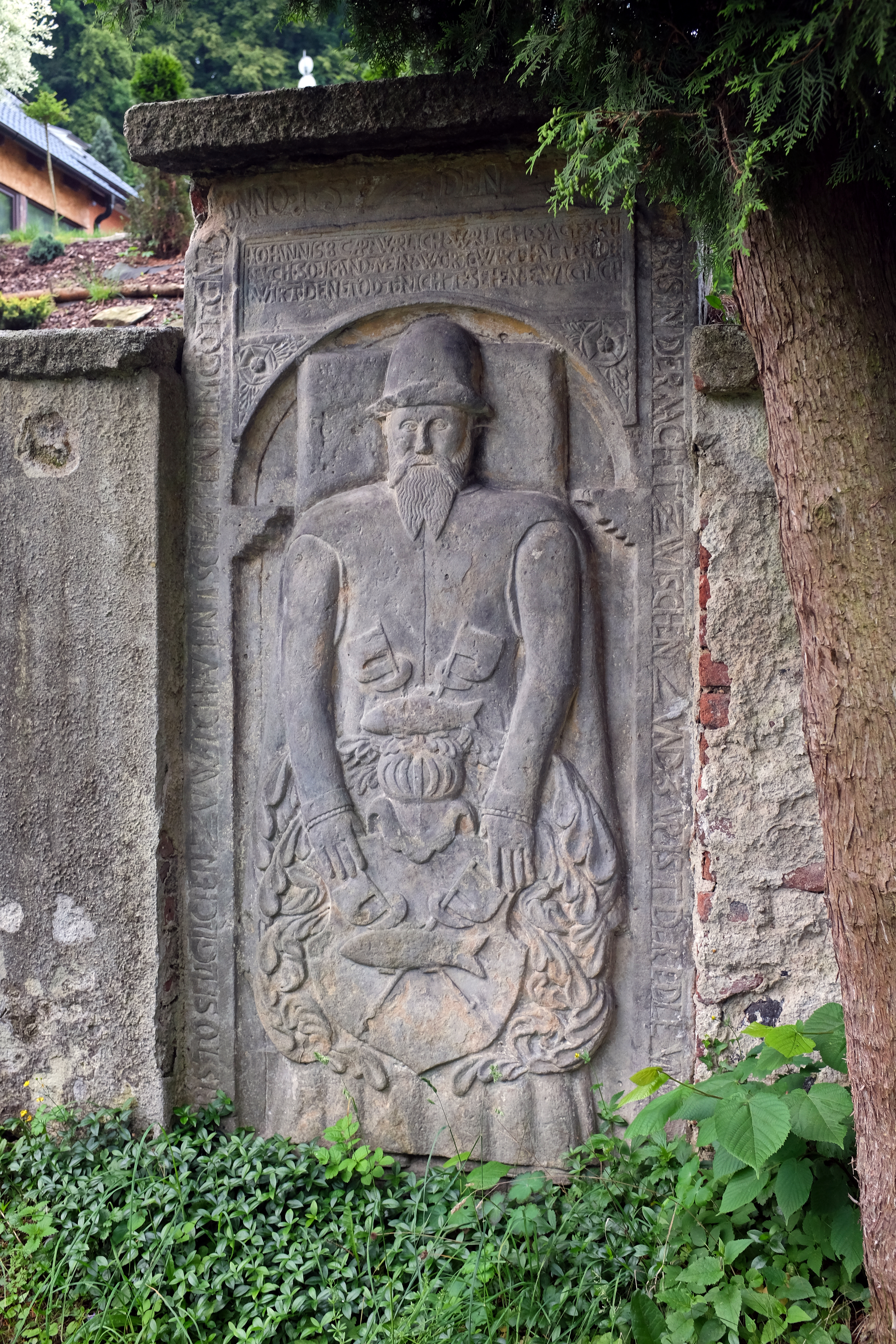
Náhrobník Traugotta z Mangoldu